# UN-Sachverständiger zu Mali
Die Stelle des Sachverständigen zur Menschenrechtssituation in Mali (engl.: Independent Expert on the situation of human rights in Mali) wurde 2013 vom UN-Menschenrechtsrat geschaffen, um die problematische Menschenrechtssituation in Mali im seit 2012 herrschenden Krieg zwischen der malischen Regierung, der bewaffneten Unabhängigkeitsbewegung der Tuareg sowie diversen nichtstaatlichen, oft islamistischen Milizen zu beobachten und Empfehlungen für Verbesserungen abzugeben.

## Vorgeschichte
Mali wurde 1960 von Frankreich unabhängig. Nie konnte der Staat eine vollständige Kontrolle über das gesamte Land erringen, außerhalb der Hauptstadt und den Provinzhauptstädten ist der Staat nur eingeschränkt präsent. Der Staat kann bis heute in vielen Landesteilen keine Grundversorgung in den Bereichen Gesundheit, Bildung, Wasser und Strom gewährleisten. Wegen des Staatsversagen besteht eine weitverbreitete Frustration, es gibt viele bewaffnete Gruppen, die sich u. a. mit Schmuggel, Drogen- und Waffenhandel finanzieren. Im Norden des Landes kam es seit 1963 immer wieder zu Revolten der Tuareg, wie in der gesamten Sahelzone traten zunehmend dschihadistische Bewegungen in Erscheinung.
Am 21. März 2012 kam es zum Putsch von Teilen der malischen Armee gegen die Regierung von Amadou Toumani Touré. Vorausgegangen war eine erneute Revolte der Tuareg nach dem Sturz Gaddafis. Die Nationale Bewegung für die Befreiung des Azawad (MNLA) nutzte die instabile Situation, um am 6. April 2012 einen unabhängigen Tuareg-Staat in der nördlichsten Region Malis zu proklamieren. Innerhalb kürzester Zeit eroberte die MNLA mit Kidal, Gao und Timbuktu die wichtigen Städte Nordmalis. Allerdings geriet die eher säkular ausgerichtete MNLA bald gegenüber den islamistisch-dschihadistischen Gruppen al-Qaida im Islamischen Maghreb und Ansar Dine [dt.: Verteidiger des Glaubens] ins Hintertreffen.
Der UN-Sicherheitsrat verabschiedete am 20. Dezember 2012 die Resolution 2085, die eine afrikanisch geführte Militärmission ab Herbst 2013 vorsah. Als jedoch al-Qaida und das Mouvement pour l’Unité et le Jihad en Afrique de l’Ouest auf Bamako vorrückten, rief der Interimspräsident Traoré im Januar 2013 Frankreich zur Hilfe, das daraufhin die Militäroperation Serval startete. Gemeinsam mit tschadischen Elitetruppen wurden die besetzten Städte befreit und die islamistischen Kämpfer in die Berge des Nordens oder in die Nachbarstaaten abgedrängt, sie konnten sie jedoch nicht dauerhaft besiegt werden. Seit August 2014 ist neben der UN-Stabilisierungsmission in Mali (MINUSMA) auch die französische Antiterrror-Operation Barkhane im Norden Malis präsent.

## Mandat
Der UN-Menschenrechtsrat richtete 2013 mit seiner Resolution A/HRC/RES/22/19 die Stelle des UN-Sachverständigen zu Mali ein. Diese wird seither regelmäßig durch Folgebeschlüsse bestätigt. Der Sachverständige soll die Menschenrechtssituation im Land dokumentieren und Empfehlungen für Verbesserungen aussprechen. Er legt jedes Jahr Berichte beim Menschenrechtsrat und bei der UN-Generalversammlung vor.
Der Sachverständige soll unparteiisch sowohl der Regierung Malis bei der Erfüllung ihrer Menschenrechtsverpflichtungen als auch den anderen gesellschaftlichen Gruppen Beratung und Unterstützung anbieten.
Der Sachverständige ist kein Mitarbeiter der Vereinten Nationen, er ist ehrenamtlich tätig und in der Ausgestaltung seines Amtes frei und nicht an Weisungen gebunden. Für ihn gilt ein vom UN-Menschenrechtsrat verabschiedeter Verhaltenskodex. Die Amtszeit seines Mandats ist auf maximal zweimal drei Jahre begrenzt.

## Amtsinhaber
- 2013–2018 Suliman Baldo  Sudan
- 2018–2024 Alioune Tine  Senegal
- seit 2024 Eduardo González  Peru

## Publikationen
- Situation of human rights in Mali - Report of the Independent Expert on the situation of human rights in Mali, 15. Januar 2020
- Situation of human rights in Mali - Report of the Independent Expert on the situation of human rights in Mali, 21. Januar 2019